# Lions de Genève
El Les Lions de Genève es un equipo de baloncesto suizo con sede en la ciudad de Ginebra, que compite en la LNA, la primera división del baloncesto suizo. Disputa sus encuentros como local en la Salle du Pommier, con capacidad para 2.800 espectadores.

## Nombres
- Geneva-Versoix Basket
- Geneva Devils (hasta 2010)
- Geneva Lions (2010-)

## Posiciones en liga
- 2010 (8)
- 2011 (3)
- 2012 (3)
- 2013 (1)

### Plantilla 2013-2014
| N.º | Nombre            | Nacionalidad                          | Puesto    |
| --- | ----------------- | ------------------------------------- | --------- |
| 4   | Jeremy Jaunin     | Bandera de Suiza                      | Base      |
| 5   | Tony Brown        | Bandera de Estados Unidos             | Escolta   |
| 8   | Mikael Maruotto   | Bandera de Francia · Bandera de Suiza | Alero     |
| 9   | Clayton Le Sann   | Bandera de Suiza                      | Base      |
| 10  | Florian Steinmann | Bandera de Suiza                      | Alero     |
| 11  | Steeve Louissaint | Bandera de Suiza                      | Escolta   |
| 12  | Dwight Burke      | Bandera de Estados Unidos             | Ala-Pívot |
| 13  | Noé Anabir        | Bandera de Suiza                      | Pívot     |
| 20  | Andrej Stimac     | Bandera de Croacia                    | Ala-Pívot |
| 22  | Abdoul Khachkarah | Bandera de Suiza                      | Escolta   |
| 33  | Juwann James      | Bandera de Estados Unidos             | Pívot     |
| --  | Derek Wright      | Bandera de Estados Unidos             | Base      |
| --  | Jules Stalder     | Bandera de Suiza                      | Escolta   |

## Palmarés
- Campeón Copa Suiza (2004)
- Subcampeón Liga Nacional de Baloncesto de Suiza (2005), (2012)
- Campeón Copa de la Liga (2004), (2013)
- Campeón Liga Nacional de Baloncesto de Suiza (2013)

## Jugadores Célebres
- Othare Agbavwe
- Rod Brown
- Markus Hallgrimson
- Shawn Jamison
- Matthias Kautzor-Schroder
- Yassine Khoumssi
- Sacha Kresovic
- Julien Senderos
- Alon Stein
- Sylvain Habersaat
- Rashard Lee